# 야니나 레반도프스카
야니나 안토니나 레반도프스카(폴란드어: Janina Antonina Lewandowska, 1908년 4월 22일 ~ 1940년 4월 22일)는 폴란드 제2공화국 항공대 장교로, 최종 계급은 중위이다. 유제프 도브보르무시니츠키의 딸이다. 카틴 학살 때 소련군에게 살해당했으며, 카틴 학살 때 죽은 유일한 여성이다.